# Comunitat de municipis de Dinan
La Comunitat de municipis de Dinan (en bretó Kumuniezh kumunioù Dinan) és una estructura intercomunal francesa, situada al departament de les Costes d'Armor a la regió Bretanya, al País de Dinan. Té una extensió de 179,8 kilòmetres quadrats i una població de 38.149 habitants (2006).

## Composició
Agrupa 18 comunes :
| - Aucaleuc - Bobital - Brusvily - Calorguen - Dinan - Le Hinglé - Lanvallay - Léhon - Pleudihen-sur-Rance | - Quévert - Saint-Carné - Saint-Hélen - Saint-Samson-sur-Rance - Taden - Trélivan - Trévron - La Vicomté-sur-Rance - Vildé-Guingalan |